# 播磨臨海工業地帯
播磨臨海工業地域（はりまりんかいこうぎょうちいき）は、姫路市や加古川市等の播磨地方の湾岸を埋め立てて造成された工業地域。姫路港、東播磨港を有し、化学・鉄鋼等の工場、発電所などが立地。特に高度成長期以降の日本経済の牽引車として大きな役割を果たしてきた。
姫路市・加古川市・高砂市の3市の製造品出荷額は、約2兆9000億円。事業所数は、約2000。従業者数は、約7万4千人である。（平成16年工業統計表より。）

## 歴史
姫路市広畑の沿岸部には、戦前からダイセルや日本製鐵の工場などが立地していた。1964年、国が播磨地区を工業整備特別地域に指定。1967年には姫路港が特定重要港湾に指定されて港湾整備が進められ、工業地帯として発展してきた。

## 事業所のある主な企業

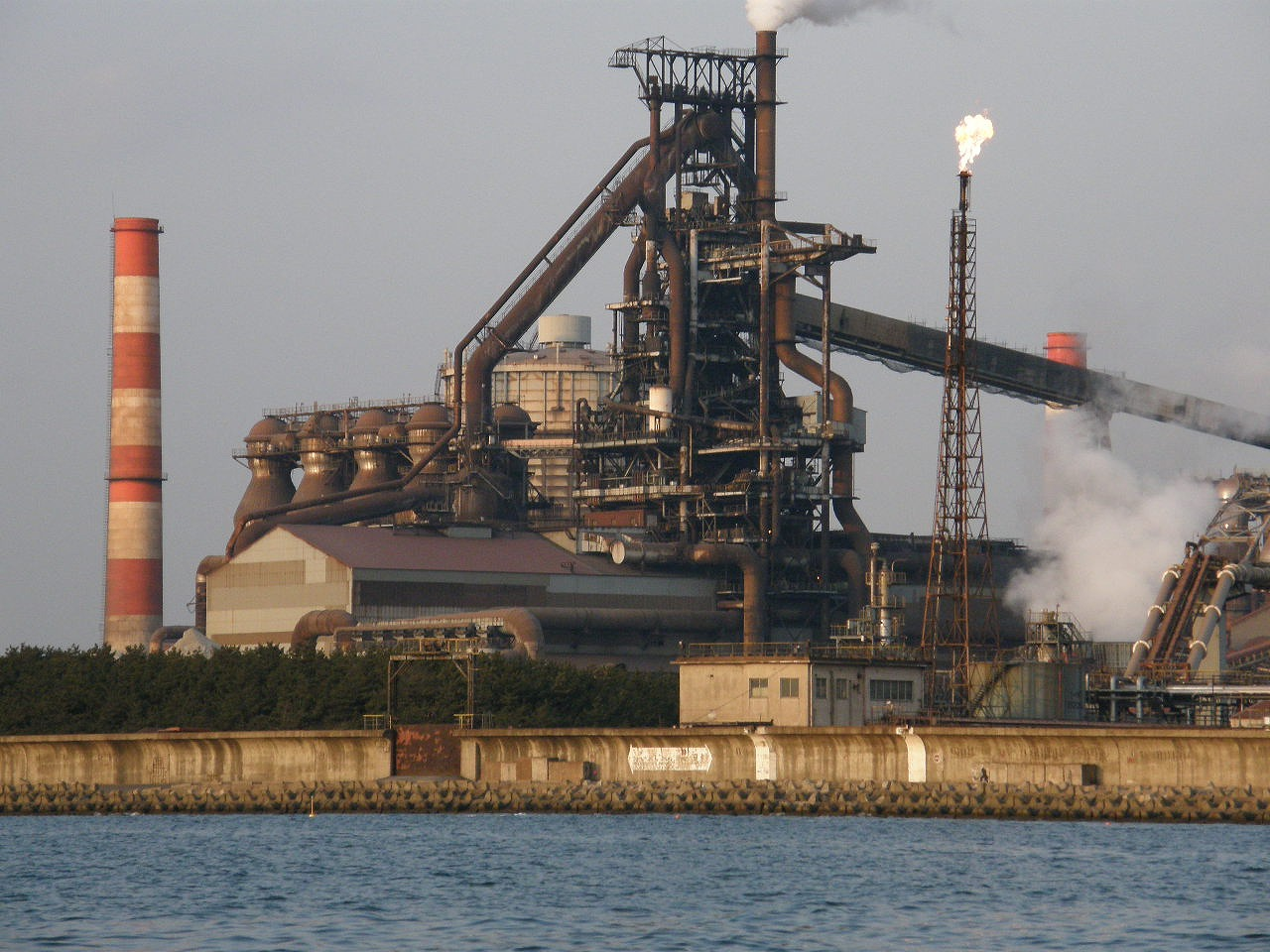
神戸製鋼所加古川製鉄所

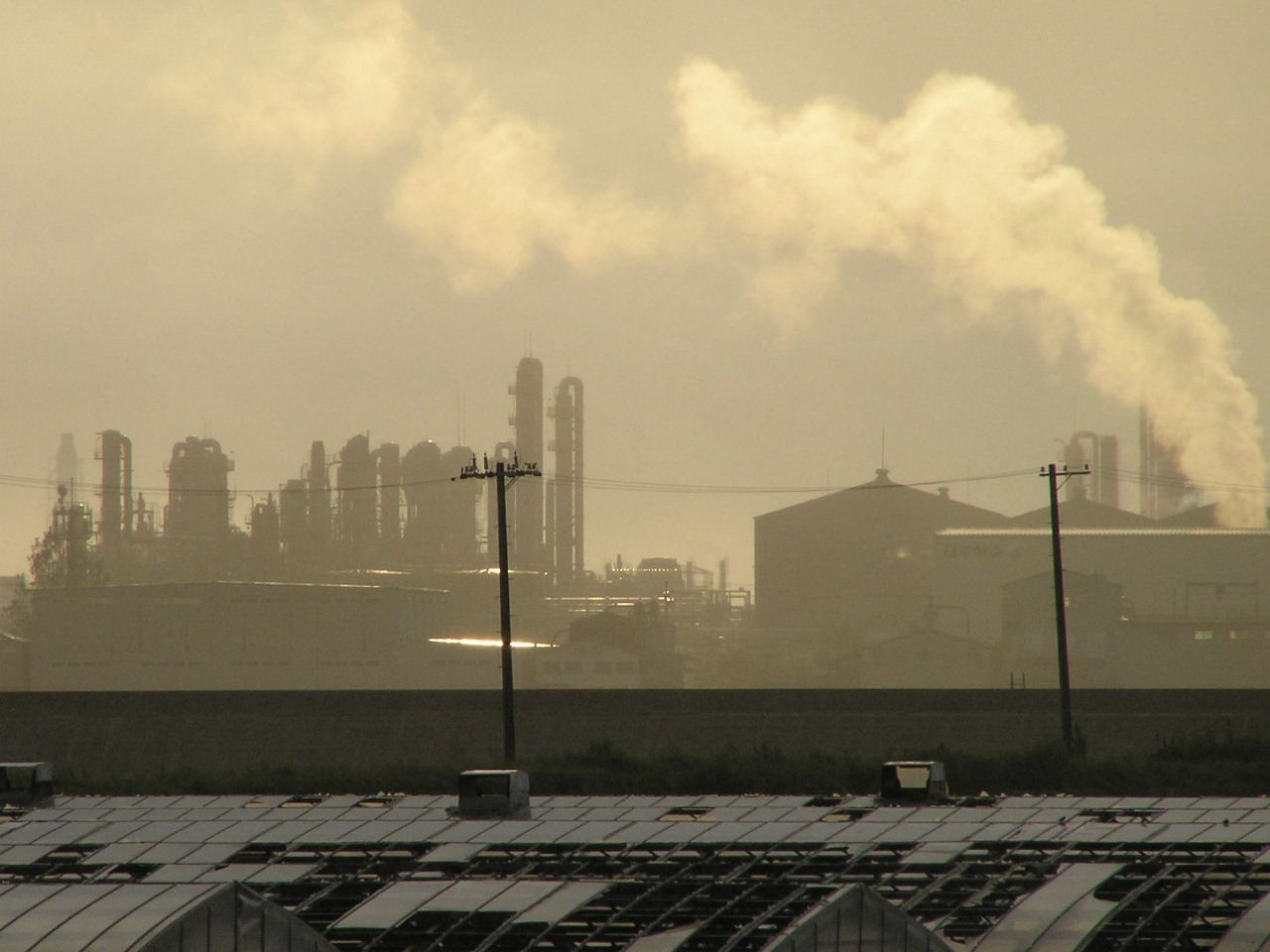
高度成長期の面影が色濃い播磨臨海工業地帯

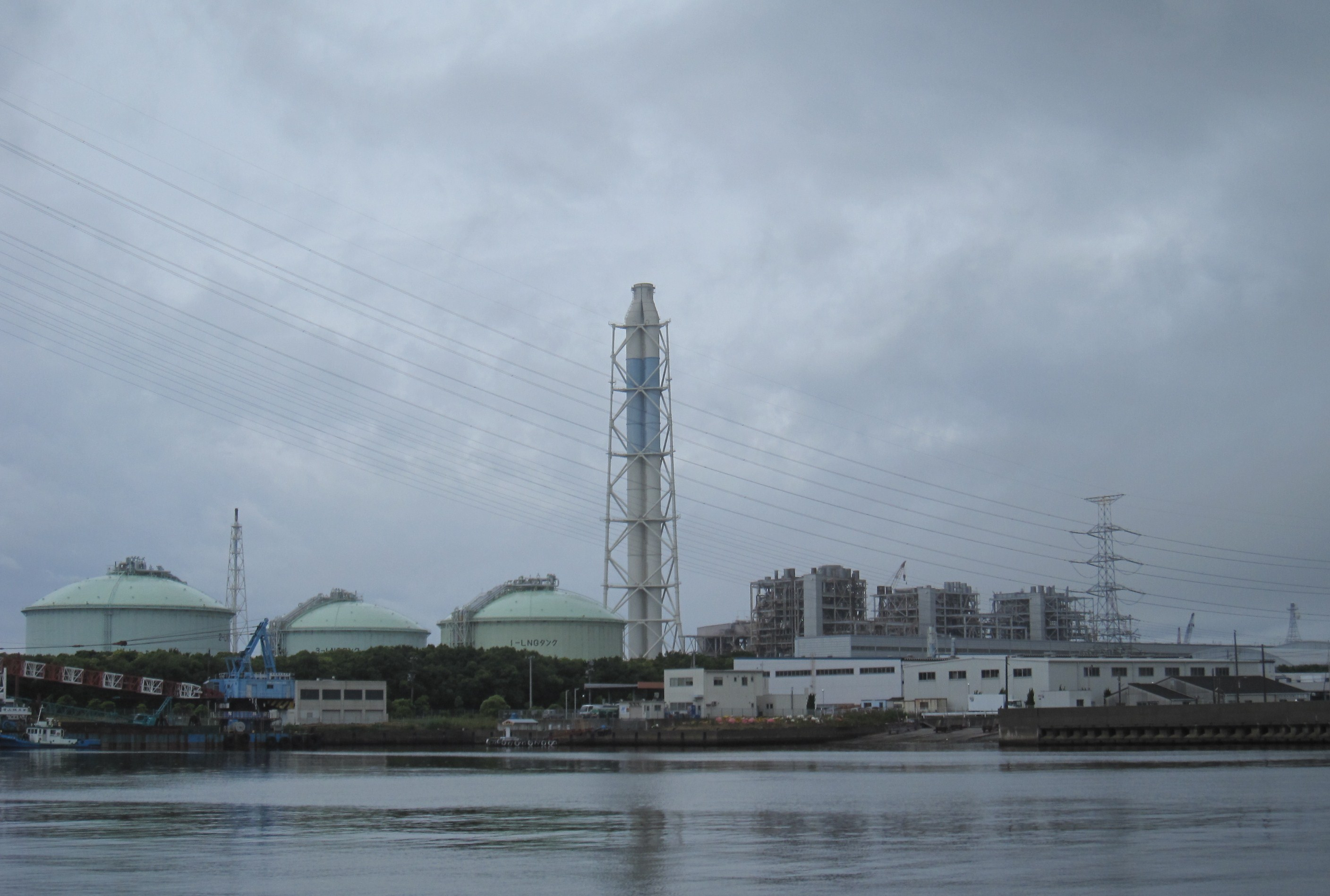
姫路第二発電所

- 日本製鉄（広畑製鉄所）
- 合同製鉄
- 神戸製鋼所（加古川製鉄所）
- 大和工業
- 山陽特殊製鋼
- 三菱製紙
- ダイセル
- 日本触媒
- 住友精化
- クミアイ化学工業
- 多木化学
- タキロンシーアイ
- AGC
- 三菱重工業
- 三菱パワー
- タクマ
- 神戸製鋼所（高砂製作所）
- キッコーマン食品
- 川崎重工業
- 武田薬品工業
- 日本化薬

- 関西電力
- 大阪ガス
- 東芝
  - 東芝エレベータ
  - 東芝ライテック
  - 西芝電機
- 三菱電機
- パナソニック
- カネカ
- 東洋紡
- 日本山村硝子
- 日本精化
- JFE条鋼
- 住友金属鉱山
- ユシロ化学工業
- 神鋼環境ソリューション